# Vanessa Bell Calloway

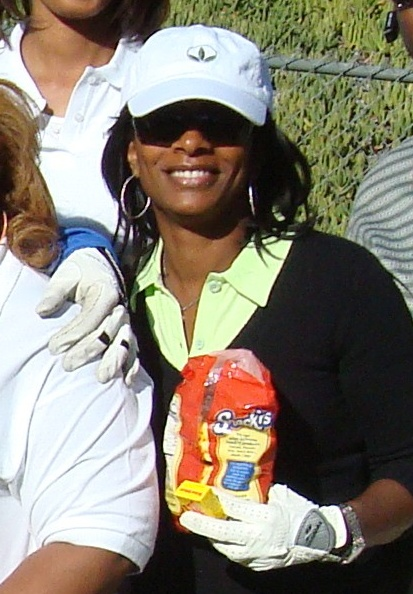
Vanessa Bell Calloway in 2007

Vanessa Bell Calloway (Cleveland (Ohio), 20 maart 1957), geboren als Vanessa Bell, is een Amerikaans actrice, filmproducente, filmregisseuse en scenarioschrijfster.

## Biografie
Calloway haalde haar bachelor of fine arts aan de Ohio University in Athens.
Calloway begon met acteren in het theater, zij maakte in 1981 haar debuut op Broadway in de musical Bring Back Birdie. Van 1981 tot en met 1985 speelde zij op Broadway in de musical Dreamgirls.
Calloway begon in 1985 met het acteren voor televisie in de televisieserie Days of our Lives, waarna zij in nog meer dan 120 rollen speelde in televisieseries en films.
Calloway is in 1988 getrouwd met een anesthesioloog en heeft hieruit twee kinderen.

## Image Award
- 2011 in de categorie Beste Actrice in een Bijrol in een Dramaserie met de televisieserie Hawthorne - genomineerd.
- 2004 in de categorie Beste Actrice in een Bijrol in een Dramaserie met de televisieserie The District - genomineerd.
- 2002 in de categorie Beste Actrice in een Bijrol in een Dramaserie met de televisieserie Boston Public - genomineerd.
- 1999 in de categorie Beste Actrice in een Hoofdrol in een Film met de film The Temptations - genomineerd.
- 1998 in de categorie Beste Actrice in een Hoofdrol in een Dramaserie met de televisieserie Orleans - genomineerd.
- 1997 in de categorie Beste Actrice in een Hoofdrol in een Film met de film America's Dream - genomineerd.
- 1996 in de categorie Beste Actrice in een Hoofdrol in een Dramaserie met de televisieserie Under One Roof - genomineerd.
- 1995 in de categorie Beste Actrice in een Bijrol in een Film met de film What's Love Got to Do with It - genomineerd.

## Filmografie

### Films
Selectie:
- 2025 One of Them Days - als Mama Ruth
- 2021 Coming 2 America - als Imani Izzi
- 2019 Harriet - als Rit Ross
- 2018 Dragged Across Concrete - als Jennifer Johns
- 2016 Southside With You - als Marian Robinson
- 2003 Cheaper by the Dozen - als Diana Philips
- 1998 The Temptations - als Johnnie Mae Matthews
- 1996 Daylight - als Grace Calloway
- 1995 Crimson Tide - als Julia Hunter
- 1993 What's Love Got to Do with It - als Jackie
- 1988 Coming to America - als Imani Izzi

### Televisieseries
Selectie:
- 2024 The Vince Staples Show - als Anita - 3 afl.
- 2022-2024 The Black Hamptons - als Carolyn Britton - 12 afl.
- 2022 Wicked City - als Tabitha - 6 afl.
- 2022 This Is Us - als Edie - 8 afl.
- 2016-2022 Saints & Sinners - als Lady Ella Johnson - 42 afl.
- 2011-2021 Shameless - als Carol Fisher - 23 afl.
- 2017 Survivor's Remorse - als Camille Jordan - 3 afl.
- 2012-2013 Rizzoli & Isles - als assistent-officier van justitie - 3 afl.
- 2010-2011 Hawthorne - als Gail Strummer - 12 afl.
- 2003-2004 The District - als Gwen Hendrix - 5 afl.
- 2003-2004 10-8: Officers on Duty - als Gina Barnes - 3 afl.
- 2001 Boston Public - als mrs. Michelle Ronning - 3 afl.
- 1995 Under One Roof - als Maggie Langston - 6 afl.
- 1992-1993 Rhythm & Blues - als Colette Hawkins - 13 afl.
- 1990 Equal Justice - als Delia Wayne - 4 afl.
- 1985 All My Children - als Yvonne Caldwell - 4 afl.
- 1985-1988 Days of our Lives - als Denise Preston - 18 afl.

### Filmproducente
- 2023 Black Girl Erupted - film
- 2015 The Bricks - televisieserie
- 2015 The Bricks: White Betty - film
- 2013 My Block - televisieserie
- 2013 In the Company of Friends - film

### Filmregisseuse
- 2023 Black Girl Erupted - film
- 2020 BET Her Presents: The Waiting Room - televisieserie - 1 afl.
- 2017-2018 Saints & Sinners - televisieserie 3 afl.
- 2016 Everything I Did Wrong in My 20s - televisieserie - 2 afl.
- 2015 The Bricks - televisieserie
- 2015 The Bricks: White Betty - film

### Scenarioschrijfster
- 2013 In the Company of Friends - film

- Library of Congress Control Number: nr2004027586
- Nationale Bibliotheek van Israël: 987007445110505171
- Système universitaire de documentation: 220954240
- Virtual International Authority File: 22094222
- WorldCat: E39PBJyWTvRRJM6W4yQGR7WqwC